# Раденичі
Раде́ничі — село в Україні, в Яворівському районі Львівської області. Розташоване за 12 км від райцентру. Через село проходить шосе Самбір—Мостиська. Населення становить 1170 осіб. Орган місцевого самоврядування — Мостиська міська рада.

## Історія
Перша письмова згадка про Раденичі відноситься до 1429 року.
Юзеф Пуласький, співорганізатор Барської конфедерації, отримав у державлення королівщину Раденичі в Перемиській землі у 1755 році після смерті Балтазара Пуласького, сина Шимона Францішека Пуласького.

## Населення
- 1328 осіб (1959)
- 1170 осіб (2001)

## Інфраструктура
За радянських часів на території села розміщувалася перша і друга бригади колгоспу ім. Лесі Українки. Земельна площа бригад — 860 га сільськогосподарських угідь. Господарство спеціалізувалося на вирощуванні льону, зернових, цукрових буряків, виробництві молока і м'яса.
У селі працюють дев'ятирічна гімназія, клуб, медичний пункт, пошта. 